# Orou Maré Koto
Orou Maré Koto est un homme politique Béninois, membre du parti Bloc républicain. Il est le maire de la commune de Pehunco située dans le département de l'Atacora.

## Biographie

### Carrière
Orou Maré Koto est élu maire de la commune de Péhunco lors élections municipales de 2020 sur la liste du parti Bloc républicain,,,,.

### Siège national du parti politique de Orou Maré Koto

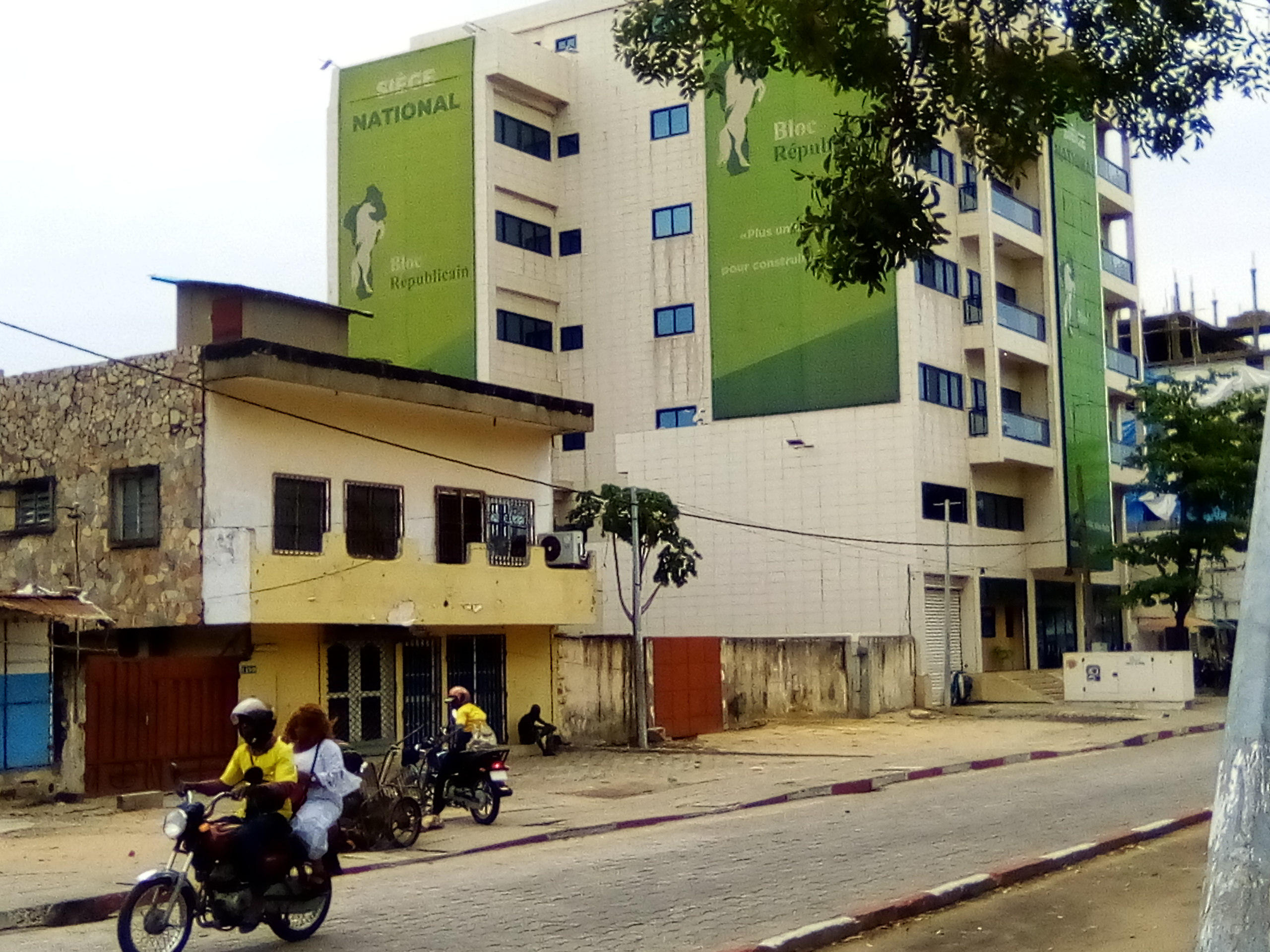
Siège national du bloc républicain au Bénin

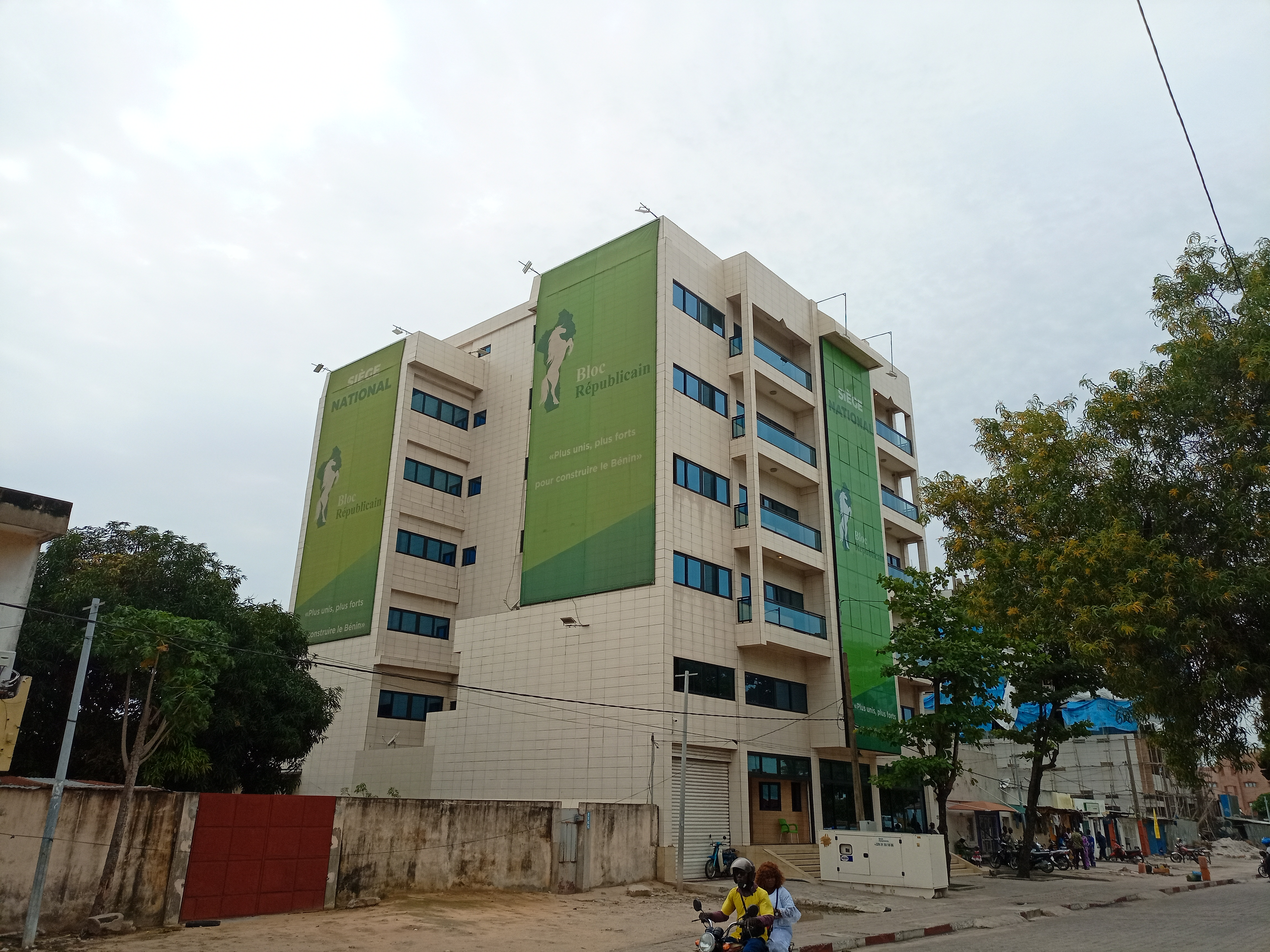
Siège national du parti politique Bloc Républicain du Bénin 03